# El pájaro espino (miniserie)
The Thorn Birds (El pájaro canta hasta morir en Hispanoamérica y El pájaro espino en España) es una miniserie de la televisión estadounidense emitida por la cadena ABC del 27 al 30 de marzo de 1983, basada en la novela homónima de Colleen McCullough.  Con un gran elenco, fue protagonizada por Richard Chamberlain, Rachel Ward, Barbara Stanwyck, Christopher Plummer, Piper Laurie, Jean Simmons, Richard Kiley, Bryan Brown, Mare Winningham y Philip Anglim y estuvo dirigida por Daryl Duke. La serie tuvo un éxito enorme y se convirtió en la segunda miniserie más valorada de los Estados Unidos de todos los tiempos detrás de Roots; ambas series fueron producidas por el veterano de televisión David L. Wolper. En España fue emitida por TVE en 1985, y repuesta nuevamente en TVE2 en 1988. Rachel Ward tuvo una actuación muy destacable en la impronta de esta producción. 
Esta miniserie tuve una secuela llamada Los tiempos perdidos.

## Argumento
La serie ambientada en Australia a partir de 1920 hasta 1969, narra la historia entre un joven, apuesto y ambicioso sacerdote católico australiano, Ralph de Bricassart y un clan familiar liderado por una hacendada de tercera edad tiránica llamada Mary Carson junto a sus allegados y parientes, la familia Cleary que viven en Drogheda Ryde como inquilinos. Mary Carson, siendo muy poderosa y avasallante despierta en el sacerdote la ambición de ser el primer cardenal australiano; y a cambio de su ayuda, lo ama y lo pretende íntimamente tras las puertas como hombre sin poder lograrlo debido a los votos de celibato que Ralph de Bricassart coloca como un escudo impenetrable a sus demandas.
A su vez, el sacerdote ejerce como tutor y se relaciona con la joven belleza Meggie Cleary quien desde su niñez le ama profunda y apasionadamente sumiéndola en un tortuoso camino de sufrimiento alternado con destellos de felicidad, con pasajes altos y bajos a lo largo de muchos años; con el sacerdote trabado en una ardua lucha entre sus propias convicciones, votos sacerdotales y sus sentimientos de amor por Meggie, anteponiendo su vocación religiosa y su ambición personal, coronada al fin al ser nombrado cardenal, pero a un coste personal que resulta insospechado para él mismo.
El sacerdote en la serie reseña dos veces a Meggie la leyenda del pájaro espino:

-" Una leyenda de un pájaro que solo canta cuando muere, el mundo se detiene a escucharle  y Dios en el cielo sonríe, la espina le atrae sin saber que le espera la muerte y paga con su vida con una espina en el pecho por esa única canción"-

## Reparto
| Actor               | Papel                                  |
| ------------------- | -------------------------------------- |
| Richard Chamberlain | Ralph de Bricassart                    |
| Rachel Ward         | Meggie Cleary (adulta)                 |
| Sydney Penny        | Meggie Cleary (niña)                   |
| Barbara Stanwyck    | Mary Carson                            |
| Richard Kiley       | Paddy Cleary                           |
| Jean Simmons        | Fee Cleary                             |
| Bryan Brown         | Luke O'Neill                           |
| Mare Winningham     | Justine O'Neill                        |
| Philip Anglim       | Dane Cleary O'Neill                    |
| Ken Howard          | Rainer Hartheim                        |
| John Friedrich      | Frank Cleary                           |
| Dwier Brown         | Stuart Cleary (adulto)                 |
| Vidal Peterson      | Stuart Cleary (nend)                   |
| Piper Laurie        | Anne Mueller                           |
| Earl Holliman       | Luddie Mueller                         |
| Christopher Plummer | Arzobispo Vittorio di Contini-Verchese |
| Brett Cosechan      | Bob Cleary                             |
| Stephen W. Burns    | Jack Cleary                            |
| Barry Curven        | Estallo                                |
| Holly Palance       | Miss Carmichael                        |
| John de Lancie      | Alastair MacQueen                      |
| Allyn Ann McLerie   | Mrs. Smith                             |
| Richard Venture     | Harry Gough                            |
| Stephanie Faracy    | Judy                                   |
| Antoinette Bower    | Sarah MacQueen                         |

## Desarrollo
La novela fue desarrollada originalmente como largometraje con Ed Lewis adjunto a la producción. Ivan Moffat escribió un borrador inicial del guion. Herbert Ross fue el primer director y veía a Christopher Reeve como protagonista. Entonces se unió Peter Weir a la dirección; Robert Redford pasó a ser el favorito por el papel protagonista. Finalmente, Weir abandonó y Arthur Hiller lo iba a dirigir; Ryan O'Neal pudo haber sido también el protagonista. Al final se decidió convertirla en una miniserie.
El papel de Maggie Cleary se convirtió en el papel más buscado de la producción y se consideró el papel de toda la vida. Muchas actrices hicieron campañas e hicieron audiciones para el papel durante un largo periodo de preproducción. La actriz británica Lynne Frederick fue una de las muchas actrices que hicieron una gran campaña para el papel. Frederick incluso se tiñó de cabello de rojo. Entre otras actrices que hicieron las audiciones para la parte fueron Michelle Pfeiffer, Jane Seymour, Olivia Newton-John, y Kim Basinger. Jane Seymour fue también una candidata muy considerada para al papel de Meggie.

## Premios y nominaciones
| Año  | Asociación              | Categoría                                              | Nominado(s)                   | Resultado |
| ---- | ----------------------- | ------------------------------------------------------ | ----------------------------- | --------- |
| 1983 | Premios Emmy            | Makeup                                                 | De Acevedo                    | Ganador   |
| 1983 | Premios Emmy            | Dirección artística de series o película               | Robert MacKichan, Jerry Adams | Ganador   |
| 1983 | Premios Emmy            | Edición de serie o película                            | Carroll Timothy O'Meara       | Ganador   |
| 1983 | Premios Emmy            | Actor de miniserie o cine                              | Richard Chamberlain           | Nominado  |
| 1983 | Premios Emmy            | Actriz secundaria de miniserie o cine                  | Barbara Stanwyck              | Ganador   |
| 1983 | Premios Emmy            | Miniserie o película                                   | The Thorn Birds               | Nominado  |
| 1983 | Premios Emmy            | Actor secundario de serie o película                   | Bryan Brown                   | Nominado  |
| 1983 | Premios Emmy            | Actor secundario de serie o película                   | Richard Kiley                 | Ganador   |
| 1983 | Premios Emmy            | Actor secundario de serie o película                   | Christopher Plummer           | Nominado  |
| 1983 | Premios Emmy            | Actriz secundaria de serie o película                  | Piper Laurie                  | Nominado  |
| 1983 | Premios Emmy            | Actriz secundaria de serie o película                  | Jean Simmons                  | Ganador   |
| 1984 | Premios Globo de Oro    | Mejor actor en miniserie o telefilm                    | Richard Chamberlain           | Ganador   |
| 1984 | Premios Globo de Oro    | Mejor actriz en miniserie o telefilm                   | Rachel Ward                   | Nominado  |
| 1984 | Premios Globo de Oro    | Mejor miniserie o telefilm                             | The Thorn Birds               | Ganador   |
| 1984 | Premios Globo de Oro    | Mejor actor secundario en serie, miniserie o telefilm  | Bryan Brown                   | Nominado  |
| 1984 | Premios Globo de Oro    | Mejor actor secundario en serie, miniserie o telefilm  | Richard Kiley                 | Ganador   |
| 1984 | Premios Globo de Oro    | Mejor actriz secundaria en serie, miniserie o telefilm | Piper Laurie                  | Nominado  |
| 1984 | Premios Globo de Oro    | Mejor actriz secundaria en serie, miniserie o telefilm | Jean Simmons                  | Nominado  |
| 1984 | Premios Globo de Oro    | Mejor actriz secundaria en serie, miniserie o telefilm | Barbara Stanwyck              | Ganador   |
| 1984 | Premios People's Choice | Mejor miniserie de televisión                          | The Thorn Birds               | Ganador   |
| 1984 | Premios Young Artist    | Mejor actriz joven en miniserie o telefilm             | Sydney Penny                  | Ganador   |

## Secuela
Una continuación titulada The Thorn Birds: The Missing Years fue emitida por CBS en 1996. Narra la historia de los 19 años sin contar a la miniserie original.